# Falcó cellut
El falcó cellut (Falco femoralis) és una espècie d'ocell rapinyaire de la família dels falcònids (Falconidae) que habita boscos poc densos, sabanes i praderies de la zona Neotropical, des de Mèxic fins Terra del Foc, per ambdues vessants dels Andes, faltant de les zones de selva humida. El seu estat de conservació es considera de risc mínim.